# Chersotis friedeli
Chersotis friedeli är en fjärilsart som beskrevs av Rudolf Pinker 1974. Chersotis friedeli ingår i släktet Chersotis och familjen nattflyn. Inga underarter finns listade i Catalogue of Life.